# 댄 퀘일
제임스 댄포드 "댄" 퀘일(영어: James Danforth "Dan" Quayle, 1947년 2월 4일 ~ )은 미국의 정치인이다. 공화당 소속으로, 제44대 부통령을 지냈다.
인디애나주 인디애나폴리스에서 태어났다. 인디애나 주와 애리조나주의 여러 신문을 소유한 부유한 집안에서 성장했다. 디포 대학교와 인디애나 대학교 법학대학원을 졸업한 후 변호사 자격을 얻었다.
집안에서 하는 신문사의 경영에 참여하다 정계와 인연을 맺어 1976년 연방 하원의원 선거에 출마하여 당선되었고, 1980년에는 상원의원 선거에 출마하여 당선되어 1981년부터 상원의원으로 활동했다. 그는 젊은 나이에 첫 번째 하원의원 선거 및 상원의원 선거에서 노련한 상대 민주당 후보를 제치고 당선되어 더욱 주목을 받았다. 1986년 상원의원에 다시 당선되었고, 이 해의 선거에서는 전반적으로 민주당이 우세한 가운데 승리하여 더욱 입지를 굳혔다. 대체적으로 보수적인 태도를 보인 젊은 의원으로 관심을 끌었다. 그런 이유로 1988년 대통령 선거에서 공화당 조지 H. W. 부시 대통령 후보의 부통령 후보로 지명되었고, 선거에서 승리했다.
그 이듬해 부통령에 취임했고, 당시 그의 나이는 만 41세에 불과했다. 세계 여러 나라를 방문하는 등 활발한 활동에도 불구하고 젊은 나이에 부통령으로 취임해 경험 미숙이라는 비난을 들었으며, 말실수가 잦아 구설에 오르는 일이 많았다. 이로 인해 코미디 프로에서 풍자의 대상으로 자주 언급됐고, 1991년 노벨상을 패러디한 이그 노벨상 수상자로 결정되었다. 한 초등학교를 방문했다가 감자의 스펠링을 potato가 아닌 potatoe라 했다가 망신을 당한 일도 특히 유명하다. 이로 인해 젊고 개혁적인 이미지를 상실하고 실수가 잦으며 경험이 부족한 정치인으로 낙인찍힌 그는 인기가 떨어져 부시 대통령에게 오히려 부담으로 작용했고, 1992년 선거에서 재선에 실패한 뒤 이듬해 부통령 직에서 물러났다. 퇴임 후 정계 복귀 가능성이 언급되기도 했으나 복귀하지 않았으며 투자 회사 고문으로 활동하고 있다.

## 역대 선거 결과
| 선거명      | 직책명                        | 대수  | 정당   | 득표율 | 득표수 (선거인단)    | 결과 | 당락                     |
| ----------- | ----------------------------- | ----- | ------ | ------ | -------------------- | ---- | ------------------------ |
| 1976년 선거 | 하원의원 (인디애나 제4선거구) | 95대  | 공화당 | 54.38% | 107,762표            | 1위  | 인디애나주 하원의원 당선 |
| 1978년 선거 | 하원의원 (인디애나 제4선거구) | 96대  | 공화당 | 64.36% | 80,527표             | 1위  | 인디애나주 하원의원 당선 |
| 1980년 선거 | 상원의원 (인디애나 제3부)     | 97대  | 공화당 | 53.79% | 1,182,414표          | 1위  | 인디애나주 상원의원 당선 |
| 1986년 선거 | 상원의원 (인디애나 제3부)     | 100대 | 공화당 | 60.57% | 936,143표            | 1위  | 인디애나주 상원의원 당선 |
| 1988년 선거 | 미국의 부통령                 | 44대  | 공화당 | 53.37% | 48,886,597표 (426명) | 1위  | 미국의 부통령 당선       |
| 1992년 선거 | 미국의 부통령                 | 45대  | 공화당 | 37.45% | 39,104,550표 (168명) | 2위  | 낙선                     |